# Sport in 2018
Dit artikel is een samenvatting van de belangrijkste feiten uit het sportjaar 2018.

## Olympische Winterspelen
De XXIIIe Olympische Winterspelen worden gehouden in  Pyeongchang, Zuid-Korea. 

## Atletiek
België
BK-indoor
- 60 meter: Robin Vanderbemden  / Manon Depuydt
- 200 meter: Victor Hofmans / Naomi Van Den Broeck
- 400 meter: Jonathan Sacoor  / Camille Laus
- 800 meter: Eliott Crestan / Elea Henrard
- 1500 meter: Tarik Moukrime / Anne Schreurs
- 3000 meter: Cedric Van De Putte
- 5000 meter snelwandelen: Dirk Bogaert
- 3000 meter snelwandelen: Annelies Sarrazin
- 60 meter horden: Quentin Ruffacq / Eline Berings
- Verspringen: Corentin Campener / Hanne Maudens
- Hink-Stap-Springen: Leopold Kapata / Saliya Guisse
- Hoogspringen: Thomas Carnoy / Hanne Van Hessche
- Polsstokhoogspringen: Arnaud Art / Fanny Smets
- Kogelstoten: Philip Milanov / Yoika De Pauw

BK
Nederland
NK-indoor
- 60 meter: Christopher Garia / Dafne Schippers
- 200 meter: Liemarvin Bonevacia / Zoë Sedney
- 400 meter: Tony van Diepen / Madiea Ghafoor
- 800 meter: Thomas van Laar / Danaïd Prinsen
- 1500 meter: Valentijn Weinans / Sanne Verstegen
- 3000 meter: Benjamin de Haan / Lotte Krause
- 60 meter horden: Koen Smet / Nadine Visser
- Verspringen: Pieter Braun / Carlijn ter Laak
- Hink-Stap-Springen: Fabian Florant / Patricia Krolis
- Hoogspringen: Douwe Amels / Nikki May Woudstra
- Polsstokhoogspringen: Koen van der Wijst / Femke Pluim
- Kogelstoten: Patrick Cronie / Melissa Boekelman

NK
Europees kampioenschap
IAAF Diamond League
WK indoor

## Autosport

### Eenzitters
Formule 1
- GP van Australië:  Sebastian Vettel
- GP van Bahrein:  Sebastian Vettel
- GP van China:  Daniel Ricciardo
- GP van Azerbeidzjan:  Lewis Hamilton
- GP van Spanje:  Lewis Hamilton
- GP van Monaco:  Daniel Ricciardo
- GP van Canada:  Sebastian Vettel
- GP van Frankrijk:  Lewis Hamilton
- GP van Oostenrijk:   Max Verstappen
- GP van Groot-Brittannië:  Sebastian Vettel
- GP van Duitsland:  Lewis Hamilton
- GP van Hongarije:  Lewis Hamilton
- GP van België:  Sebastian Vettel
- GP van Italië:  Lewis Hamilton
- GP van Singapore:  Lewis Hamilton
- GP van Rusland:  Lewis Hamilton
- GP van Japan:  Lewis Hamilton
- GP van de Verenigde Staten:   Valtteri Bottas
- GP van Mexico:  Max Verstappen
- GP van Brazilië:  Lewis Hamilton
- GP van Abu Dhabi:  Lewis Hamilton
- Wereldkampioen Coureurs:  Lewis Hamilton
- Wereldkampioen Constructeurs:  Mercedes

Formule E
- ePrix van Hongkong:  Sam Bird
- ePrix van Marrakesh:  Felix Rosenqvist
- ePrix van Santiago:  Jean-Éric Vergne
- ePrix van Mexico-Stad:  Daniel Abt
- ePrix van Punta del Este: Jean-Éric Vergne
- ePrix van Rome:  Sam Bird
- ePrix van Parijs:  Jean-Éric Vergne
- ePrix van Berlijn:  Daniel Abt
- ePrix van Zürich:  Lucas di Grassi
- ePrix van New York:  Lucas di Grassi,  Jean-Éric Vergne
- Kampioen Coureurs:  Jean-Éric Vergne
- Kampioen Teams:  ABT Schaeffler Audi Sport

GP2-seizoen
GP3-seizoen
Europees kampioenschap Formule 3
ADAC Formel Masters
Masters of Formula 3
Indy Lights Series
IndyCar Series
Formule Renault 3.5 Series

### Toerwagens
- DTM seizoen:
- WTCC-seizoen:

### Rally
Wereldkampioenschap Rally
Dakar-rally
- Auto:
- Vrachauto:

## Badminton
België
Nationale competitie
Nederland
Eredivisie
Carlton GT CupBC Amersfoort
Belgisch kampioenschap
- Mannen enkel:
- Vrouwen enkel:
- Mannen dubbel:
- Vrouwen dubbel:
- Gemengd dubbel:

Nederlands kampioenschap
- Mannen enkel:
- Vrouwen enkel:
- Mannen dubbel:
- Vrouwen dubbel:
- Gemengd dubbel:

Europe badminton Circuit
- Mannen enkel:
- Vrouwen enkel:
- Mannen dubbel:
- Vrouwen dubbel:
- Gemengd dubbel:

Europe Cup
BWF Super Series
- Mannen enkel:
- Vrouwen enkel:
- Mannen dubbel:
- Vrouwen dubbel:
- Gemengd dubbel:

Europese kampioenschappen
- Mannen enkel:
- Vrouwen enkel:
- Mannen dubbel:
- Vrouwen dubbel:
- Gemengd dubbel:

Europees kampioenschap voor landenteams
- Mannen:
- Vrouwen:

Wereldkampioenschap
- Mannen enkel:
- Vrouwen enkel:
- Mannen dubbel:
- Vrouwen dubbel:
- Gemengd dubbel:

Thomas Cup
Uber Cup

## Basketbal
Nederland
- Nederlands kampioen mannen:
- Beker mannen:
- Supercup mannen:
- Nederlands kampioen vrouwen:
- Beker vrouwen:
- Supercup vrouwen:

België
- Belgisch kampioen mannen:
- Beker mannen:
- Belgisch kampioen vrouwen:
- Beker vrouwen:

Europese competities
- Euroleague mannen:
- Euroleague vrouwen:
- EuroCup mannen:
- EuroCup vrouwen:
- EuroChallenge mannen:

Verenigde Staten
National Basketball Association (NBA)
Wereldkampioenschap mannen
Wereldkampioenschap vrouwen

## Biatlon
Wereldbeker biatlon
Algemene wereldbeker
- Mannen:
- Vrouwen:

Landenklassement
- Mannen:
- Vrouwen:

Sprint
- Mannen 10 km:
- Vrouwen 7.5 km:

Achtervolging
- Mannen 12.5 km:
- Vrouwen 10 km:

Individueel
- Mannen 20 km:
- Vrouwen 15 km:

Massastart
- Mannen 15 km:
- Vrouwen 12.5 km:

Estafette
- Mannen:
- Vrouwen:

## Bobsleeën
Wereldbeker Bobsleeën
Tweemansbob
- Mannen:  Justin Kripps
- Vrouwen:  Kaillie Humphries

Viermansbob
- Mannen:  Johannes Lochner

## Boksen
- Europese kampioenschappen vrouwen
- Wereldkampioenschappen vrouwen

## Curling
Wereldkampioenschap mannen
Wereldkampioenschap vrouwen

## Darts
- PDC World Darts Championship
  - Mannen:  Rob Cross
- BDO World Darts Championship
  - Mannen:
  - Vrouwen:

## Freestyleskiën
Wereldbeker
Wereldbeker algemeen Mikaël Kingsbury /  Sandra Näslund
Aerials Maksim Boerov /  Xu Mengtao
Halfpipe Alex Ferreira /  Cassie Sharpe
Moguls Mikaël Kingsbury /  Perrine Laffont
Skicross Marc Bischofberger /  Sandra Näslund
Big Air Christan Nummedal /  Silvia Bertagna
Slopestyle Andri Ragettli /  Jennie-Lee Burmansson
Winter X Games
Bigair
Halfpipe
Slopestyle

## Football
Super Bowl Philadelphia Eagles

## Handbal
Europees kampioenschap mannen
Europees kampioenschap vrouwen
Nederland
- Eredivisie Mannen: FIQAS/Aalsmeer
- Bekerwinnaar Mannen: Herpertz/Bevo HC
- Eredivisie Vrouwen: Succes Schoonmaak/VOC
- Bekerwinnaar Vrouwen: Succes Schoonmaak/VOC

## Hockey
- World Hockey Player of the Year

## Honkbal
Major League Baseball
- American League

Boston Red Sox
- National League

Los Angeles Dodgers
- World Series

Boston Red Sox

## Judo
Europese kampioenschappen
Mannen
– 60 kg —  Islam Yashuev
– 66 kg —  Adrian Gomboc
– 73 kg —  Ferdinand Karapetian
– 81 kg —  Sagi Muki
– 90 kg —  Mikhail Igolnikov
–100kg —  Toma Nikiforov
+100kg —  Lukáš Krpálek
Vrouwen
–48 kg —  Irina Dolgova
–52 kg —  Natalja Koezjoetina
–57 kg —  Nora Gjakova
–63 kg —  Clarisse Agbegnenou
–70 kg —  Kim Polling
–78 kg —  Madeleine Malonga
+78 kg —  Romane Dicko
Nederlandse kampioenschappen
Mannen
-60 kg: Ivo Verhorstert
-66 kg: Matthijs van Harten
-73 kg: Roy Schipper
-81 kg: Kevin Bakker
-90 kg: Martijn van de Ven
-100 kg: Ferdinand Ansah
+100 kg: Jelle van den Berg
Vrouwen
-48 kg: Noëlle Grandjean
-52 kg: Naomi van Krevel
-57 kg: Sanne Verhagen
-63 kg: Geke van den Berg
-70 kg: Natascha Ausma
-78 kg: Ilona Lucassen
+78 kg: Ilona Savelkoul

## Korfbal
Nederland
- Veldkampioen:
- Zaalkampioen:

## Langlaufen
Wereldbeker langlaufen
Algemene wereldbeker
- Mannen:  Johannes Høsflot Klæbo
- Vrouwen:  Heidi Weng

Afstandswereldbeker
- Mannen:  Dario Cologna
- Vrouwen:  Heidi Weng

Sprintwereldbeker
- Mannen:  Johannes Høsflot Klæbo
- Vrouwen:  Maiken Caspersen Falla

Tour de Ski
Algemeen klassement
- Mannen:  Dario Cologna
- Vrouwen:  Heidi Weng

Sprintklassement
- Mannen:  Dario Cologna
- Vrouwen:  Ingvild Flugstad Østberg

## Motorsport

### Trial
Wereldkampioenschap X-Trial
- Coureur: Toni Bou
- Constructeur: Montesa

Wereldkampioenschap Trial (mannen)
- Coureur: Toni Bou
- Constructeur: Montesa

Europees kampioenschap Trial
- Coureur: Matteo Grattarola
- Constructeur: Montesa

### Wegrace
Wereldkampioenschap wegrace
MotoGP
- Coureur: Marc Márquez
- Constructeur: Honda

Moto2
- Coureur: Francesco Bagnaia
- Constructeur:

Moto3
- Coureur: Jorge Martin
- Constructeur:

Superbike
- Coureur: Jonathan Rea
- Constructeur:

Supersport
- Coureur: Sandro Cortese
- Constructeur:

Zijspannen
- Coureurs:
- Constructeur:

### Motorcross
Wereldkampioenschap Motorcross
MXGP
- Coureur:  Jeffrey Herlings
- Constructeur:  KTM

MX2
- Coureur:  Jorge Prado
- Constructeur:  KTM

Motorcross der Naties
- Land + coureurs:  Frankrijk (Gautier Paulin, Dylan Ferrandis, Jordi Tixier)

Dakar-rally
- Motor: Matthias Walkner
- Quad: Ignacia Casale
- Auto: Carlos Sainz
- UTV: Reinaldo Varela
- Truck: Eduard Nikalaev

## Noordse combinatie
Wereldbeker
- Algemene wereldbeker:  Akito Watabe
- Landenklassement:  Noorwegen

## Rugby
- Zeslandentoernooi:  Ierland

## Schaatsen

### Langebaanschaatsen
NK allroundMarcel Bosker / Annouk van der Weijden
Belgische kampioenschappen allround
- Mannen minivierkamp:
- Vrouwen minivierkamp:

NK afstanden
- 500 m: Dai Dai Ntab, Jorien ter Mors
- 1000 m: Kai Verbij, Jorien ter Mors
- 1500 m: Koen Verweij, Jorien ter Mors
- 3000 m: Antoinette de Jong
- 5000 m: Sven Kramer, Antoinette de Jong
- 10.000 m: Jorrit Bergsma

NK massastartWillem Hoolwerf, Annouk van der Weijden
EK afstanden
- 500 m:  Ronald Mulder,  Vanessa Herzog
- 1000 m:  Pavel Koelizjnikov,  Jekaterina Sjichova
- 1500 m:  Denis Joeskov,  Lotte van Beek
- 3000 m:  Esmee Visser
- 5000 m:  Nicola Tumolero
- Massatart:  Jan Blokhuijsen,  Francesca Lollobrigida
- Ploegenachtervolging:  Nederland,  Nederland
- Teamsprint:  Rusland,  Rusland

WK allround Patrick Roest /  Miho Takagi
NK sprint
- Mannen:
- Vrouwen:

WK sprint Håvard Holmefjord Lorentzen /  Jorien ter Mors
Wereldbeker
- Mannen 500 m:
- Vrouwen 500 m:
- Mannen 1000 m:
- Vrouwen 1000 m:
- Mannen 1500 m:
- Vrouwen 1500 m:
- Mannen 5 - 10 km:
- Vrouwen 3 - 5 km:
- Mannen massastart:
- Vrouwen massastart:
- Mannen Team:
- Vrouwen Team:
- Mannen Grand World Cup:
- Vrouwen Grand World Cup:

### Marathonschaatsen
Marathon KNSB-Cup
- Mannen:
- Vrouwen:

NK Marathonschaatsen op natuurijs
- Mannen:
- Vrouwen:

NK Marathonschaatsen op kunstijs
- Mannen: Simon Schouten
- Vrouwen: Irene Schouten

### Shorttrack
NK Shorttrack
- Daan Breeuwsma / Yara van Kerkhof

EK shorttrack
- Mannen:
- Aflossing:
- Vrouwen:
- Aflossing:

WK Shorttrack
- Mannen:
- Aflossing:
- Vrouwen:
- Aflossing:

Wereldbeker shorttrack
- Mannen 500 m:
- Mannen 1000 m:
- Mannen 1500 m:
- Mannen Team:
- Vrouwen 500 m:
- Vrouwen 1000 m:
- Vrouwen 1500 m:
- Vrouwen Team:

### Alternatieve Elfstedentocht
Alternatieve Elfstedentocht WeissenseeErik Jan Kooiman / Anne Tauber
Alternatieve Elfstedentocht Kuopio

### Kunstschaatsen
NK kunstschaatsen
- Mannen: Michel Tsiba
- Vrouwen: Niki Wories

EK kunstschaatsen
- Mannen:  Javier Fernández López
- Vrouwen:  Alina Zagitova
- Paren:  Jevgenia Tarasova / Vladimir Morozov
- IJsdansen:  Gabriella Papadakis / Guillaume Cizeron

WK kunstschaatsen
- Mannen:  Nathan Chen
- Vrouwen:  Kaetlyn Osmond
- Paren:  Aliona Savchenko / Bruno Massot
- IJsdansen:  Gabriella Papadakis / Guillaume Cizeron

## Schansspringen
Vierschansentoernooi Kamil Stoch

## Skeleton
Wereldbeker
- Mannen:
- Vrouwen:

## Skiën
Wereldbeker alpineskiën
- Algemene wereldbeker:  Marcel Hirscher /  Mikaela Shiffrin
- Afdaling:  Beat Feuz /  Sofia Goggia
- Super-G:  Kjetil Jansrud /  Tina Weirather
- Reuzenslalom:  Marcel Hirscher /  Viktoria Rebensburg
- Slalom:  Marcel Hirscher /  Mikaela Shiffrin
- Combinatie:  Peter Fill /  Wendy Holdener
- Landenklassement:  Oostenrijk /  Oostenrijk
- Eindklassement gemengd:  Oostenrijk

## Snooker
- World Championship:

World Ranking-toernooien
- German Masters:
- Welsh Open:
- World Open:
- China Open:
- UK Championship:

Overige toernooien
- Masters:

## Tennis
ATP-seizoen
ATP 250
- Brisbane:  Nick Kyrgios,  Henri Kontinen /  John Peers
- Pune:  Gilles Simon,  Robin Haase /  Matwé Middelkoop
- Doha:  Gaël Monfils,  Oliver Marach /  Mate Pavić
- Sydney:  Daniil Medvedev,  Łukasz Kubot /  Marcelo Melo
- Auckland:  Roberto Bautista Agut,  Oliver Marach /  Mate Pavić
- Montpellier:  Lucas Pouille,  Ken Skupski /  Neal Skupski
- Sofia:  Mirza Bašić,  Robin Haase /  Matwé Middelkoop
- Quito:  Roberto Carballés Baena,  Nicolás Jarry /  Hans Podlipnik Castillo
- New York:  Kevin Anderson,  Maks Mirni /  Philipp Oswald
- Buenos Aires:  Dominic Thiem,  Andrés Molteni /  Horacio Zeballos
- Delray Beach:  Frances Tiafoe,  Jack Sock /  Jackson Withrow
- Marseille:  Karen Chatsjanov,  Raven Klaasen /  Michael Venus
- São Paulo:  Fabio Fognini,  Federico Delbonis /  Máximo González

ATP 500
- Rotterdam:  Roger Federer,  Pierre-Hugues Herbert /  Nicolas Mahut
- Rio de Janeiro:  Diego Schwartzman,  David Marrero /  Fernando Verdasco
- Dubai:  Roberto Bautista Agut,  Jean-Julien Rojer /  Horia Tecău
- Acapulco:  Juan Martín del Potro,  Jamie Murray /  Bruno Soares

ATP World Tour Masters 1000
- Indian Wells:  Juan Martín del Potro,  John Isner /  Jack Sock

WTA-seizoen
Challenger
- Newport Beach:  Danielle Collins,  Misaki Doi /  Jil Teichmann
- Indian Wells:  Sara Errani,  Taylor Townsend /  Yanina Wickmayer

International
- Shenzhen:  Simona Halep,  Irina-Camelia Begu /  Simona Halep
- Auckland:  Julia Görges,  Sara Errani /  Bibiane Schoofs
- Hobart:  Elise Mertens,  Elise Mertens /  Demi Schuurs
- Taiwan:  Tímea Babos,  Duan Yingying /  Wang Yafan
- Boedapest:  Alison Van Uytvanck,  Georgina García Pérez /  Fanny Stollár
- Acapulco:  Lesja Tsoerenko,  Tatjana Malek /  Heather Watson

Premier
- Brisbane:  Elina Svitolina,  Kiki Bertens /  Demi Schuurs
- Sydney:  Angelique Kerber,  Gabriela Dabrowski /  Xu Yifan
- Sint-Petersburg:  Petra Kvitová,  Timea Bacsinszky /  Vera Zvonarjova
- Dubai:  Elina Svitolina,  Chan Hao-ching /  Yang Zhaoxuan

Premier Five
- Doha:  Petra Kvitová,  Gabriela Dabrowski /  Jeļena Ostapenko

Premier Mandatory
- Indian Wells:  Naomi Osaka,  Hsieh Su-wei /  Barbora Strýcová

Grandslam
 Australian Open
- Mannenenkel:  Roger Federer
- Vrouwenenkel:  Caroline Wozniacki
- Mannendubbel:  Oliver Marach /  Mate Pavić
- Vrouwendubbel:  Tímea Babos /  Kristina Mladenovic
- Gemengddubbel:  Gabriela Dabrowski /  Mate Pavić

 Roland Garros
- Mannenenkel:  Rafael Nadal
- Vrouwenenkel:  Simona Halep
- Mannendubbel:  Pierre-Hugues Herbert /  Nicolas Mahut
- Vrouwendubbel:  Barbora Krejčíková /  Kateřina Siniaková
- Gemengddubbel:  Chan Yung-jan /  Ivan Dodig

 Wimbledon
- Mannenenkel:  Novak Đoković
- Vrouwenenkel:  Angelique Kerber
- Mannendubbel:  Mike Bryan /  Jack Sock
- Vrouwendubbel:  Barbora Krejčíková /  Kateřina Siniaková
- Gemengddubbel:  Nicole Melichar /  Alexander Peya

US Open
- Mannen:  Novak Đoković
- Vrouwen: Naomi Osaka
- Mannendubbel:  Mike Bryan /  Jack Sock
- Vrouwendubbel:  Ashleigh Barty /  Coco Vandeweghe
- Gemenddubbel:  Bethanie Mattek-Sands /  Jamie Murray

Landenwedstrijd
- Hopman Cup:  Zwitserland, Roger Federer, Belinda Bencic

Davis Cup Kroatië
Fed Cup Tsjechië

## Voetbal

### Internationale toernooien
Mannen
Wereldkampioenschap:  Frankrijk
UEFA Champions League:  Real Madrid
UEFA Europa League:  Atlético Madrid
Europese Supercup:  Atlético Madrid
Europees kampioenschap onder 17:
Europees kampioenschap onder 19:
African Championship of Nations:
AFC Challenge Cup:
Vrouwen
UEFA Champions League:
Europees kampioenschap onder 17:
Wereldkampioenschap onder 17:
Europees kampioenschap onder 19:
Aziatisch kampioenschap:

### Nationale kampioenschappen
Mannen
 België
- Jupiler Pro League: Club Brugge
- Beker van België: Standaard Luik
- Supercup:
- Topschutter:

 Engeland
- Premier League: Manchester City
- Capital One Cup:
- FA Cup:
- FA Community Shield:
- Topschutter:

 Frankrijk
- Ligue 1: Paris Saint-Germain
- Coupe de France:
- Coupe de la Ligue:
- Trophée des Champions:
- Topschutter:

 Duitsland
- Bundesliga: Bayern München
- DFB-Pokal:
- Supercup:
- Topschutter:

 Italië
- Serie A:
- Coppa Italia:
- Supercoppa:
- Topschutter:

 Nederland
- Eredivisie: PSV
- Eerste divisie: Jong Ajax
- KNVB beker: Feyenoord
- Johan Cruijff Schaal:
- Topschutter:

 Spanje
- Primera División: Barcelona
- Copa del Rey: Barcelona
- Supercopa:
- Topschutter:

 Japan
- J-League:
- J-League Cup:

 Rusland
- Premjer-Liga:
- Beker van Rusland:
- Supercup:
- Topschutter:

Vrouwen
 Nederland /  België
- BeNe League:

 Nederland
- KNVB beker:

 België
- Beker van België:

### Prijzen
- Belgische Gouden Schoen: Hans Vanaken
- Nederlandse Gouden Schoen:
- Europees voetballer van het jaar:
- FIFA Ballon d'Or:

## Volleybal
- Belgisch kampioen bij de mannen:
- Belgische bekerwinnaar bij de mannen:
- Belgisch kampioen bij de vrouwen:

## Wielrennen

### Wegwielrennen
Ronde van Italië
- Algemeen klassement:  Chris Froome
- Bergklassement:  Chris Froome
- Puntenklassement:  Elia Viviani
- Jongerenklassement:  Miguel Ángel López
- Ploegenklassement:  Team Sky

 Ronde van Frankrijk
- Algemeen klassement:  Geraint Thomas
- Bergklassement:  Julian Alaphilippe
- Puntenklassement:  Peter Sagan
- Jongerenklassement:  Pierre Latour
- Ploegenklassement:  Movistar Team

 Ronde van Spanje
- Algemeen klassement:  Simon Yates
- Puntenklassement:  Alejandro Valverde
- Bergklassement:  Thomas De Gendt
- Combinatieklassement:  Simon Yates
- Ploegenklassement:  Team Movistar

UCI World Tour
- World Tour-klassement:  Simon Yates
- Ploegenklassement:  Quick-Step Floors
- Landenklassement:
- Tour Down Under:  Daryl Impey
- Cadel Evans Great Ocean Road Race:  Jay McCarthy
- Ronde van Abu Dhabi:  Alejandro Valverde
- Omloop Het Nieuwsblad:  Michael Valgren
- Strade Bianche:  Tiesj Benoot
- Parijs-Nice:  Marc Soler
- Tirreno–Adriatico:  Michał Kwiatkowski
- Milaan-San Remo:  Vincenzo Nibali
- E3 Harelbeke:  Niki Terpstra
- Ronde van Catalonië:  Alejandro Valverde
- Gent-Wevelgem:  Peter Sagan
- Dwars door Vlaanderen:  Yves Lampaert
- Ronde van Vlaanderen:  Niki Terpstra
- Ronde van het Baskenland:  Primož Roglič
- Parijs-Roubaix:  Peter Sagan
- Amstel Gold Race:  Michael Valgren
- Waalse Pijl:  Julian Alaphilippe
- Luik-Bastenaken-Luik:  Bob Jungels
- Ronde van Romandië: Primož Roglič
- Rund um den Finanzplatz Eschborn-Frankfurt:  Alexander Kristoff
- Ronde van Californië:  Egan Bernal
- Ronde van Italië:  Chris Froome
- Critérium du Dauphiné:  Geraint Thomas
- Ronde van Zwitserland:  Richie Porte
- Ronde van Frankrijk:  Geraint Thomas
- RideLondon Classic:  Pascal Ackermann
- Clásica San Sebastián:  Julian Alaphilippe
- Ronde van Polen:  Michał Kwiatkowski
- /  BinckBank Tour:  Matej Mohorič
- EuroEyes Cyclassics:  Elia Viviani
- Bretagne Classic:  Oliver Naesen
- Grote Prijs van Quebec:  Michael Matthews
- Grote Prijs van Montreal:  Michael Matthews
- Ronde van Spanje:  Simon Yates
- Ronde van Lombardije:  Thibaut Pinot
- Ronde van Turkije:  Eduard Prades
- Ronde van Guangxi:  Gianni Moscon

UCI Women's World Tour
- Women's World Tour-klassement:  Annemiek van Vleuten
- Ploegenklassement:  Boels Dolmans
- Landenklassement:  Nederland
- Strade Bianche:  Anna van der Breggen
- Ronde van Drenthe:  Amy Pieters
- Trofeo Alfredo Binda-Comune di Cittiglio:  Katarzyna Niewiadoma
- Driedaagse Brugge-De Panne:  Jolien D'Hoore
- Gent–Wevelgem in Flanders Field:  Marta Bastianelli
- Ronde van Vlaanderen:  Anna van der Breggen
- Amstel Gold Race:  Chantal Blaak
- Waalse Pijl:  Anna van der Breggen
- Luik-Bastenaken-Luik:  Anna van der Breggen
- Tour of Chongming Island:  Charlotte Becker
- Amgen Tour of California:  Katie Hall
- Emakumeen Bira 2018:  Amanda Spratt
- OVO Energy Women's Tour:  Coryn Rivera
- Giro d'Italia Int. Femminile:  Annemiek van Vleuten
- La Course by Le Tour de France:  Annemiek van Vleuten
- Prudential Ride London:  Kirsten Wild
- Open de Suède Vårgårda (TTT):  Boels Dolmans
- Open de Suède Vårgårda:  Marianne Vos
- Ladies Tour of Norway:  Marianne Vos
- GP de Plouay-Bretagne:  Amy Pieters
- Boels Ladies Tour:  Annemiek van Vleuten
- La Madrid Challenge by La Vuelta:  Ellen van Dijk
- Ronde van Guangxi:  Arlenis Sierra

Wereldkampioenschap wegwielrennen
Mannen
- Ploegentijdrit:  Quick-Step Floors
- Wegwedstrijd:  Alejandro Valverde
- Tijdrit:  Rohan Dennis
- Wegwedstrijd beloften:  Marc Hirschi
- Tijdrit beloften:  Mikkel Bjerg

Vrouwen
- Ploegentijdrit:  Canyon-SRAM
- Wegwedstrijd:  Anna van der Breggen
- Tijdrit:  Annemiek van Vleuten
- Wegwedstrijd junioren:  Laura Stigger
- Tijdrit junioren:  Rozemarijn Ammerlaan

### Baanwielrennen
Wereldkampioenschap baanwielrennen
Mannen
- Sprint:  Matthew Glaetzer
- 1 Kilometer tijdrit:  Jeffrey Hoogland
- Individuele achtervolging:  Filippo Ganna
- Ploegenachtervolging:  Ed Clancy, Kian Emadi, Ethan Hayter, Charlie Tanfield
- Teamsprint:  Nils van 't Hoenderdaal, Harrie Lavreysen, Jeffrey Hoogland, Matthijs Büchli
- Keirin:  Fabián Puerta
- Scratch:  Jawhen Karaljok
- Puntenkoers:  Cameron Meyer
- Koppelkoers:  Roger Kluge, Theo Reinhardt
- Omnium:  Szymon Sajnok

Vrouwen
- Sprint:  Kristina Vogel
- 500 meter tijdrit:  Miriam Welte
- Individuele achtervolging:  Chloé Dygert
- Ploegenachtervolging:  Chloé Dygert, Kim Geist, Jennifer Valente, Kelly Catlin
- Teamsprint:  Miriam Welte, Kristina Vogel, Pauline Grabosch
- Keirin:  Nicky Degrendele
- Scratch:  Kirsten Wild
- Puntenkoers:  Kirsten Wild
- Koppelkoers:  Katie Archibald, Emily Nelson
- Omnium:  Kirsten Wild

### Veldrijden
Nederlands kampioenschapMathieu van der Poel / Lucinda Brand
Belgisch kampioenschapWout van Aert / Sanne Cant
Wereldkampioenschap Wout van Aert /  Sanne Cant
Wereldbeker Mathieu van der Poel /  Sanne Cant
Superprestige Mathieu van der Poel /  Sanne Cant
DVV Verzekeringen Trofee Mathieu van der Poel /  Katherine Compton

## Zwemmen
NK kortebaan
Europese kampioenschappen
Europees kampioenschap waterpolo mannen
Europees kampioenschap waterpolo vrouwen
Wereldkampioenschappen kortebaan
Wereldbeker
- Mannen:
- Vrouwen:

## Sporter van het jaar
België
- Sportman: Eden Hazard
- Sportvrouw: Nina Derwael
- Sportploeg: Belgische Mannen hockeyploeg
- Paralympiër: Peter Genyn
- Coach: Roberto Martínez
- Sportbelofte: Remco Evenepoel

 Nederland
- Sportman: Kjeld Nuis
- Sportvrouw: Suzanne Schulting
- Sportploeg: Baanwielrenners
- Gehandicapte sporter: Bibian Mentel
- Coach: Jac Orie en Raemon Sluiter
- Young Talent Award: Matthijs de Ligt
- Fanny Blankers-Koen Carrièreprijs: Marianne Timmer

 Europa
- Sportman:
- Sportvrouw:

Mondiaal
- Sportman:
- Sportvrouw:
- Sportploeg:
- Gehandicapte sporter:
- Doorbraak:
- Actiesporter:
- Comeback:
- Lifetime Achievement Award:

## Overleden
1965 · 1966 · 1967 · 1968 · 1969 · 1970 · 1971 · 1972 ·1973 · 1974 · 1975 · 1976 · 1977 · 1978 · 1979 · 1980 · 1981 · 1982 · 1983 · 1984 · 1985 · 1986 · 1987 · 1988 · 1989 · 1990 · 1991 · 1992 · 1993 · 1994 · 1995 · 1996 · 1997 · 1998 · 1999 · 2000 · 2001 · 2002 · 2003 · 2004 · 2005 · 2006 · 2007 · 2008 · 2009 · 2010 · 2011 · 2012 · 2013 · 2014 · 2015 · 2016 · 2017 · 2018 · 2019 · 2020 · 2021 · 2022 · 2023 · 2024 · 2025